# Przedni Dół
Przedni Dół (niem. Vorder-Grund, 580-700 m n.p.m.) – dolina w południowo-zachodniej Polsce, w południowej części Gór Kruczych, w Sudetach Środkowych.
Dolina pomiędzy wzniesieniami Owcza Głowa a Pośrednia.